# Lettlands herrlandslag i innebandy
Lettlands herrlandslag i innebandy representerar Lettland i innebandy på herrsidan och är medlem i International Floorball Federation (IFF) sedan 1994. Lagets första landskamp spelades mot Danmark i Chur den 14 maj 1995 under Öppna Europamästerskapet, vilken slutade 5-5. Lettland ligger på femte plats på världsrankingen över landslag .
Lettland har deltagit i samtliga världsmästerskap, förutom VM 1998 då man vann B-divisionen. Lettlands bästa placering är i världsmästerskapen är fyra, vilket de lyckades med år 2024.
Letlands näst bästa placeringar är femte platserna från VM 2006, 2008 och 2010.

## Sammanfattning av VM-matcherna
| År            | SM | V  | O | F  | GM  | IM  | MSK |
| ------------- | -- | -- | - | -- | --- | --- | --- |
| Sverige 1996  | 6  | 2  | 0 | 4  | 15  | 51  | -36 |
| Norge 2000    | 4  | 1  | 0 | 3  | 11  | 18  | -7  |
| Finland 2002  | 6  | 1  | 0 | 5  | 12  | 52  | -40 |
| Schweiz 2004  | 5  | 1  | 0 | 4  | 19  | 31  | -12 |
| Sverige 2006  | 5  | 3  | 0 | 2  | 26  | 30  | -4  |
| Tjeckien 2008 | 5  | 3  | 0 | 2  | 26  | 28  | -2  |
| Finland 2010  | 6  | 4  | 0 | 2  | 51  | 25  | +26 |
| Schweiz 2012  |    |    |   |    |     |     |     |
| Totalt        | 37 | 15 | 0 | 22 | 160 | 235 | -75 |

B-divisionen
| År            | SM | V | O | F | GM | IM | MSK |
| ------------- | -- | - | - | - | -- | -- | --- |
| Tjeckien 1998 | 5  | 5 | 0 | 0 | 48 | 8  | +40 |
| Totalt        | 5  | 5 | 0 | 0 | 48 | 8  | +40 |

### Fotnoter
1. ↑  Olsson, Persson, Olsson, Persson. Innebandy. Rabén & Sjögren
2. ↑  Världsranking landslag